# Esmond Knight
Esmond Penington Knight (* 4. Mai 1906 in East Sheen, Surrey, England; † 23. Februar 1987 in London) war ein britischer Theater- und Filmschauspieler.

## Leben
Esmond Knight wurde 1906 als der jüngste von vier Söhnen des Zigarrenhändlers Frank Knight und der Sängerin Bertha Pennington in Surrey geboren. Er besuchte die Willington Preparatory School in Putney, London, und später wie seine Brüder David, Tony und Gilbert die Westminster School, wo er bei einer Theateraufführung seine Liebe zur Schauspielerei entdeckte. An Londons renommiertem Old Vic Theatre ließ er sich daraufhin zum Schauspieler ausbilden. Ab 1925 stand er regelmäßig auf der Theaterbühne und trat dabei in zahlreichen Shakespeare-Stücken am Old Vic Theatre auf, darunter Die lustigen Weiber von Windsor, Julius Cäsar, Viel Lärm um nichts und Romeo und Julia. 1930 war er auch in Hamlet neben John Gielgud, der die Titelrolle spielte, am Queen’s Theatre zu sehen. Im Jahr 1931 begann schließlich auch seine Karriere beim Film, wo er z. B. 1934 Johann Strauss in Alfred Hitchcocks Waltzes from Vienna spielte. Er trat jedoch weiterhin häufig in Theaterstücken auf, wie etwa in Oscar Wildes Salome und The Importance of Being Earnest.
Während des Zweiten Weltkriegs diente er in der Royal Navy, mit der er 1941 an einem Seegefecht gegen das deutsche Schlachtschiff Bismarck beteiligt war. Dabei zog er sich schwere Verletzungen zu, die zu einer vorübergehenden Erblindung führten. Nachdem er sein Augenlicht zurückerlangt hatte, stand er ab 1943 wieder vor der Filmkamera, wobei er häufig in Filmen des Regie- und Produzentenduos Michael Powell und Emeric Pressburger auftrat, so etwa als alter General in Die schwarze Narzisse (1947) neben Deborah Kerr oder in dem Ballettfilm Die roten Schuhe (1948). Auch mit Laurence Olivier arbeitete Knight mehrfach zusammen, unter anderem bei den Shakespeare-Verfilmungen Heinrich V. (1944), Hamlet (1948) und Richard III. (1955) sowie bei der Filmkomödie Der Prinz und die Tänzerin (1957). 1951 standen sie auch in Shaws Cäsar und Cleopatra mit Vivien Leigh gemeinsam in London auf der Bühne. 1960 spielte Knight in dem Film Die letzte Fahrt der Bismarck den Kapitän des Kriegsschiffs Prince of Wales, jenem Schiff, auf dem Knight im Krieg seine schweren Verletzungen erlitten hatte. Im Laufe seiner Karriere spielte er auch in zahlreichen Fernsehproduktionen mit, die häufig auf Theaterstücken basierten.
Von 1929 bis 1946 war er mit der Schauspielerin Frances Clotilde Clare (1904–1994) verheiratet. Aus der Ehe ging 1933 seine Tochter Rosalind Knight (1933–2020) hervor, die wie ihre Eltern ebenfalls Schauspielerin wurde. 1946 ehelichte Esmond Knight die Schauspielerin Nora Swinburne (1902–2000), mit der er gemeinsam in Jean Renoirs Der Strom (1951) vor der Kamera und mehrfach auch auf der Bühne stand. Die Ehe hielt bis zu seinem Tod. Esmond Knight starb 1987 im Alter von 80 Jahren an einem Herzinfarkt, einen Tag nachdem er von Dreharbeiten in Ägypten nach London zurückgekehrt war.

## Filmografie (Auswahl)
- 1928: The Blue Peter
- 1931: Der Würger kommt um Mitternacht (The Ringer)
- 1934: Waltzes from Vienna
- 1936: Der Bajazzo (Pagliacci)
- 1939: The Arsenal Stadium Mystery
- 1940: Contraband
- 1941: This England
- 1944: A Canterbury Tale
- 1944: Heinrich V. (Henry V)
- 1947: Die schwarze Narzisse (Black Narcissus)
- 1947: Viel Vergnügen (Holiday Camp)
- 1947: Abenteuer in Brasilien (The End of the River)
- 1948: Hamlet
- 1948: Die roten Schuhe (The Red Shoes)
- 1950: Die schwarze Füchsin (The Wild Heart)
- 1951: Der Strom (Le Fleuve)
- 1955: Richard III.
- 1956: Die schöne Helena (Helen of Troy)
- 1957: Der Prinz und die Tänzerin (The Prince and the Showgirl)
- 1957/1958: O.S.S. (Fernsehserie, 2 Folgen)
- 1960: Die letzte Fahrt der Bismarck (Sink the Bismarck!)
- 1960: Augen der Angst (Peeping Tom)
- 1961: Geheimauftrag für John Drake (Danger Man, Fernsehserie, Folge 1x20)
- 1961: A For Andromeda (Fernsehserie, 7 Folgen)
- 1962: Simon Templar (The Saint, Fernsehserie, Folge 1x04)
- 1965: Entscheidung um Mitternacht (Decision at Midnight)
- 1965: Der Spion, der aus der Kälte kam (The Spy Who Came in from the Cold)
- 1969: Doctor Who (Fernsehserie, 2 Folgen)
- 1969: Königin für tausend Tage (Anne of the Thousand Days)
- 1971: Elisabeth I. (Elizabeth R, Miniserie)
- 1972: Der gelbe Junge (The Boy Who Turned Yellow)
- 1973: Task Force Police (Softly Softly: Task Force, Fernsehserie, Folge 5x12)
- 1974: Sturz der Adler (Fall of Eagles, Miniserie)
- 1976: Robin und Marian (Robin and Marian)
- 1976: Ich, Claudius, Kaiser und Gott (I, Claudius, Miniserie, Folge 1x03)
- 1977: Der Mann mit der eisernen Maske (The Man in the Iron Mask, Fernsehfilm)
- 1978: Simon Templar – Ein Gentleman mit Heiligenschein (Return of the Saint, Fernsehserie, Folge 1x15)
- 1979: Rebecca (Miniserie)
- 1982: Erinnerungen an Lord Nelson (I Remember Nelson, Miniserie)
- 1984: The Element of Crime (Forbrydelsens element)
- 1987: Ruhe unsanft (Sleeping Murder, Fernsehfilm)
- 1987: Superman IV – Die Welt am Abgrund (Superman IV: The Quest for Peace)
- 1987: Auf Wiedersehen in Kairo (Fortunes of War, Miniserie)

## Bühnenauftritte (Auswahl)
- 1925: The Wild Duck – Pax Robertson’s Salon, London
- 1925–1926: Richard III. – Old Vic Theatre, London
- 1925–1926: Die lustigen Weiber von Windsor (The Merry Wives of Windsor) – Old Vic Theatre, London
- 1925–1926: Wie es euch gefällt (As You Like It) – Old Vic Theatre, London
- 1925–1926: Julius Cäsar (The Tragedy of Julius Caesar) – Old Vic Theatre, London
- 1925–1926: Viel Lärm um nichts (Much Ado about Nothing) – Old Vic Theatre, London
- 1925–1926: Romeo und Julia (Romeo and Juliet) – Old Vic Theatre, London
- 1928: Today and Tomorrow – Children’s Theatre, London
- 1930: Hamlet – Queen’s Theatre, London
- 1931: Salome – Gate Theatre, London
- 1934: Drei Schwestern (Три сестры) – Theatre Royal Drury Lane, London
- 1939: The Enchanted Cottage – Empire Theatre, Edinburgh
- 1940: The Importance of Being Earnest – King’s Theatre, Hammersmith
- 1946: Elektra – King’s Theatre, Hammersmith
- 1948–1949: Der Kaufmann von Venedig (The Merchant of Venice) – als Graziano, Royal Shakespeare Company, Stratford-upon-Avon
- 1951: Cäsar und Cleopatra (Caesar and Cleopatra) – St. James’s Theatre, London
- 1953: The Emperor’s New Clothes – Ethel Barrymore Theater, New York
- 1962–1963: Peer Gynt – Old Vic Theatre, London
- 1973: The Family Reunion – Royal Exchange Theatre, Manchester
- 1983–1984: Moby-Dick – Royal Exchange Theatre, Manchester